# Агата Харкнес
Агата Харкнес (на английски: Agatha Harkness) е измислен герой на Марвел Комикс, създаден от писателя Стан Лий и художника Джак Кърби. Появила се за пръв път във „Фантастичната четворка“ бр. 94 през месец октомври 1969 г., Агата е могъща вещица и поддържащ герой в редица истории за Фантастичната четворка и Алената вещица.  Добива по-широка популярност с появата си в Киновселената на Марвел в сериала „УандаВижън“ и неговия спиноф „Агата, през цялото време“.

## Биография на персонажа
Агата Харкнес е въведена като детегледачка на Франклин Ричардс през 1970-те години. Става съюзник на Фантастичната четворка, като помага в битката им срещу Анайълус. По-късно става лидер на сборище на вещици, но е изместена от сина си Никълъс Скрач, който поема контрол върху общността. През 1980-те години Салемските седем (внуците на Агата, чийто баща е Скрач) я изгарят на клада. След смъртта си Агата многократно се появява като астрален дух, оказвайки влияние върху събитията в живота на Уанда Максимов и нейните деца.
През 2020-те години Агата е възкресена и става част от Дъщерите на свободата. Завръща се в историята на Уанда Максимов, за да се бори с нови заплахи, включително с Чтон и Тъмната книга, като се опитва да я използва за свои цели. След битка с Алената вещица Агата създава нова Тъмна книга и започва да манипулира различни герои, като предизвиква конфликти между тях, за да черпи енергия и да усилва своето влияние. Тъмната книга придобива човешки облик и известно време пътешества под формата на малко момче заедно с Агата, но пътищата им се разделят, когато Тъмната книга изчезва безследно.

## Агата Харкнес в Киновселената на Марвел
В Киновселената на Марвел Агата Харкнес е окачествена като суперзлодей и е изиграна от американската актриса Катрин Хан. През 2021 г. дебютира в сериала на Дисни+ „УандаВижън“, а през 2024 г. е централен образ в неговия спиноф „Агата, през цялото време“. Алтернативен вариант на героинята се появява в третия сезон на „Ами ако...?“, също озвучаван от Хан.

### Биография
През 1693 г. Агата Харкнес убива членовете на своето сборище в Салем (включително майка си Еванора), когато те се опитват да я екзекутират заради практикуването на тъмна магия.
През 2023 г. тя пристига в Уествю, Ню Джърси, за да разследва заклинанието на Уанда Максимов. Представя се за дружелюбна съседка, но иска да открадне силите на Уанда. Губи битката с Алената вещица и прекарва три години в плен на заклинание, което потиска самоличността й.
През 2026 г. успява да се измъкне с помощта на преродения син на Уанда Били Максимов. Двамата сформират сборище от вещици, за да преминат през изпитания на загадъчния Път на вещиците. Агата жертва живота си, за да спаси Били от Смъртта и се връща като дух, за да му помогне да намери брат си Томи Максимов. В спомени от миналото се разкрива, че Агата е имала син, Никълъс Скрач, който е починал след неуспешни опити от страна на Агата да преговаря със Смъртта.